# Герман I Константинополски
Вижте пояснителната страница за други личности с името Герман.
Герман I е константинополски патриарх от 715 до 730 година. Обявен е за светец.

## Произход и религиозна дейност
Син на сенатор, убит от император Константин Погонат (668 – 685).
От млади години Герман се посвещава да служи на Бога. Заради благочестивия си живот и духовната си просветеност той отпърво става кизически епископ, а през 715 г. е избран за цариградски патриарх. Назначен на този пост от император Анастасий II, патриарх Герман уговаря неговата абдикация след победата на Теодосий III Адрамит през 715 година.
През 730 година Герман се примирява с подписването на декрет за иконоборството на император Лъв III, който почувства, че не може да влезе в сила без Вселенски събор. Той е заменен от иконоборския патриарх Анастасий и умира няколко години по-късно.
Свети Герман умира в манастир през 740 година на 95-годишна възраст, след като бил цариградски патриарх 14 години и половина. Погребан е в манастира Хора в Константинопол. По-късно мощите му са пренесени във Франция.

## Творчество
Патриарх Герман е известен като църковен песнописец и автор на съчинения за иконопочитанието, против ересите, изяснение на литургията, поучителни слова и други. На Седмия вселенски събор (787 г.) са прочетени три негови послания за почитането на иконите и името му било вписано в диптиха на светците.
От него са останали химни за прослава на светците и за чудесните дела на Божията благодат, проповеди и тълкувания на трудните места в Светото писание. Съчинението му за ересите съдържа важни исторически сведения за ересите от Апостолските времена и за църковните събори по време на царуването на Лъв Иконоборец. От произведенията за православното богослужение особено важно е разяснението на св. Герман на Божествената литургия.